# جان لی
جان لی (انگلیسی: John Lee؛ زادهٔ ۱۹۷۲) تهیه‌کننده تلویزیونی، فیلم‌نامه‌نویس، کارگردان تلویزیونی، صداپیشه و موسیقی‌دان اهل ایالات متحده آمریکا است.
از فیلم‌ها یا مجموعه‌های تلویزیونی که وی در آن‌ها نقش داشته است، می‌توان به خودمانی با ایمی شومر اشاره نمود.